# Asiacentistes alekseevi
Asiacentistes alekseevi är en stekelart som först beskrevs av Sergey A. Belokobylskij 1992.  Asiacentistes alekseevi ingår i släktet Asiacentistes och familjen bracksteklar. Inga underarter finns listade.